# Partido Salvador de Honduras
Il Partido Salvador de Honduras (dallo spagnolo: Partito Salvatore dell'Honduras) è un partito politico honduregno fondato nel 2019 da Salvador Nasralla.

## Storia
Il Partido Salvador de Honduras è stato fondato nel novembre del 2019 da Salvador Nasralla, già leader del Partito Anticorruzione, e dal settembre del 2020 è ufficialmente iscritto al registro dei partiti politici honduregni. 
Nell'agosto del 2021 il PSH ha stretto un patto con il Partito di Innovazione e Unità per concorrere congiuntamente alle elezioni presidenziali di novembre. L'alleanza tra PSH e PINU ha preso il nome di Unidad Nacional Oposidora de Honduras.
Nell'ottobre successivo, tuttavia, Salvador Nasralla ha ritirato la propria candidatura dopo aver raggiunto un accordo con il partito Libertà e Rifondazione di Xiomara Castro. Il nuovo patto tra PSH e Libre, denominato Alianza del Pueblo, prevedeva, in caso di vittoria, la nomina di Nasralla a "designato presidenziale", carica equivalente a quella di vicepresidente dell'Honduras. 
Alle elezioni del novembre 2021, che hanno visto la vittoria di Xiomara Castro, il PSH ha eletto 10 deputati al Congresso nazionale.

## Risultati elettorali
| Elezione          | Voti      | %     | Seggi    |
| ----------------- | --------- | ----- | -------- |
| Parlamentari 2021 | 4.035.970 | 12,52 | 10 / 128 |